# MYF6
MYF6‏ (Myogenic factor 6) هوَ بروتين يُشَفر بواسطة جين MYF6 في الإنسان.